# Blues & Rock, Wojciech Skowroński
Blues & Rock, Wojciech Skowroński – minialbum muzyczny Wojciecha Skowrońskiego i jego zespołu Blues & Rock. Pierwsza w Polsce płyta koncertowa, zarejestrowana podczas 15. edycji festiwalu Jazz Jamboree (19-22 października 1972).

## Informacje dodatkowe
Utwory na koncertowej EP-ce zostały nieco skrócone. W pełnych wersjach, ukazały się dopiero w 2019 roku na wydanej nakładem Kameleon Records kompilacji pt. Blues to zawsze blues jest (KAMCD 65) – zbierającej nagrania koncertowe zespołów Wojciecha Skowrońskiego z lat 1970–1974.

## Lista utworów[4]
Strona A
1. „No sence in worrying” (muz. i sł. Otis Spann)

Strona B
1. „Precious, precious – paraphrase” (muz. Isaac Hayes – aranżacja Wojciech Skowroński)

## Skład zespołu Blues & Rock[2]
- Wojciech Skowroński – śpiew, fortepian
- Andrzej Iskra – gitara basowa
- Przemysław Lisiecki – perkusja
- Maciej Winiewicz – instrumenty perkusyjne
- Maciej Dobrzyński – instrumenty perkusyjne, menadżer

## Personel[4]
- Antoni Karużas – reżyser nagrania
- Krystyna Diakon – operator dźwięku